# جورج دبليو. جوزيف
جورج دبليو. جوزيف (بالإنجليزية: George W. Joseph)‏ هو محامي وسياسي أمريكي، ولد في 10 مايو 1872 في مقاطعة مودوك في الولايات المتحدة، وتوفي في 17 يونيو 1930 في أوريغون في الولايات المتحدة. حزبياً، نشط في Oregon Republican Party ‏ والحزب الجمهوري. وقد انتخب عضو مجلس ولاية أوريغون.